# Sam Rogers
Sam Rogers (Seattle, 1999. május 17. –) amerikai válogatott labdarúgó, a norvég Rosenborg hátvédje.

## Pályafutása

### Klubcsapatokban
Rogers az amerikai Seattle városában született. Az ifjúsági pályafutását a helyi Seattle Sounders akadémiájánál kezdte.
2017-ben mutatkozott be a Seattle Sounders tartalékcsapatának számító Tacoma Defiance felnőtt csapatában. 2021-ben az OKC Energy-hez igazolt. A 2021-es szezonban a norvég másodosztályban szereplő HamKam csapatánál szerepelt kölcsönben. Először a 2021. augusztus 18-ai, Jerv ellen 2–0-ra megnyert mérkőzésen lépett pályára. Első gólját 2021. október 24-én, a Ranheim ellen 3–0-ás győzelemmel zárult találkozón szerezte meg. 2022. január 8-án a lehetőséggel élve a norvég klubhoz csatlakozott, ám még a szezon kezdete előtt az első osztályban érdekelt Rosenborg szerződtette. 2022. május 8-án, a Strømsgodset ellen 3–0-ra elvesztett bajnoki 20. percében, Renzo Giampaolit váltva debütált. 2022. július 10-én, a Jerv ellen hazai pályán 3–2-re megnyert mérkőzésen megszerezte első mesterhármasát.

### A válogatottban
Rogers az U20-as korosztályú válogatottban is képviselte Amerikát.
2023-ban debütált a felnőtt válogatottban. Először a 2023. január 29-ei, Kolumbia ellen 0–0-ás döntetlennel zárult mérkőzés 72. percében, Aaron Longot váltva lépett pályára.

## Statisztikák
2023. március 12. szerint
| Klub      | Szezon   | Osztály     | Bajnokság | Bajnokság | Kupa  | Kupa | Nemzetközi | Nemzetközi | Összesen | Összesen |
| Klub      | Szezon   | Osztály     | Meccs     | Gól       | Meccs | Gól  | Meccs      | Gól        | Meccs    | Gól      |
| --------- | -------- | ----------- | --------- | --------- | ----- | ---- | ---------- | ---------- | -------- | -------- |
| HamKam    | 2021     | OBOS-ligaen | 17        | 1         | 1     | 0    | —          | —          | 18       | 1        |
| Rosenborg | 2022     | Eliteserien | 23        | 6         | 1     | 0    | —          | —          | 24       | 6        |
| Rosenborg | 2023     | Eliteserien | 0         | 0         | 1     | 0    | —          | —          | 1        | 0        |
| Rosenborg | Összesen | Összesen    | 23        | 6         | 2     | 0    | 0          | 0          | 25       | 6        |
| Összesen  | Összesen | Összesen    | 40        | 7         | 3     | 0    | 0          | 0          | 43       | 7        |

### A válogatottban
| Válogatott       | Év       | Pályára lépés | Gól |
| ---------------- | -------- | ------------- | --- |
| Egyesült Államok | 2023     | 1             | 0   |
| Összesen         | Összesen | 1             | 0   |

## Sikerei, díjai
HamKam
- OBOS-ligaen
  - Feljutó (1): 2021